# Kolonia Huta Tarnawacka
Kolonia Huta Tarnawacka – część wsi Huta Tarnawacka w Polsce położona w województwie lubelskim, w powiecie tomaszowskim, w gminie Tarnawatka.
W latach 1975–1998 Kolonia Huta Tarnawacka administracyjnie należała do województwa zamojskiego.